# Aaptosyax grypus
Aaptosyax grypus Rainboth, 1991, è un pesce d'acqua dolce appartenente alla famiglia Cyprinidae endemico del bacino del Mekong.

## Etimologia
Il nome scientifico è costituito dalle radici greche ἄαπτος = invincibile e σῦαξ = tipo di pesce. Grypus è una forma latinizzata dell'aggettivo greco γρυπός = curvo, incurvato e fa riferimento ad una caratteristica morfologica della specie.

## Distribuzione e habitat
La specie ha un areale molto vasto coincidente con la rete idrografica del bacino del Mekong, in Indocina, ma con una densità estremamente bassa, tale da avvalorare i sospetti di una sua estinzione in Thailandia e Cambogia, essendoci ultimamente evidenza della sua presenza solo in Laos. Il suo habitat preferito è costituito dalle acque fangose dei grandi fiumi (in primis Mekong e suoi affluenti principali) e solamente nel periodo riproduttivo si reca in acque più chiare e veloci risalendo i fiumi verso a monte.

## Descrizione
Lungo fino a 130 cm, con un peso massimo conosciuto di 30 kg possiede una forma slanciata anteriormente, che nella parte posteriore diviene progressivamente compressa lateralmente. Il cranio è ampio, con testa che decresce anteriormente. La mascella inferiore è possente con rigonfiamento caratteristico all'intersezione della bocca con quella superiore. Le palpebre adipose ricoprono circa un terzo dell'occhio.
I giovani individui sono verdastri sul dorso, con i tre quarti inferiori color argento vivo; gli adulti sono interamente blu-argentati con il dorso più scuro, compresa la testa e la mascella superiore. Pinna dorsale con 9 raggi, pinna anale con 8-9, le pinne pettorali con 15-17, le pinne ventrali con 10 e quella caudale con 19 totali.

## Biologia
Predatore, si ciba di altri pesci ed è stato ipotizzato che le sue abitudini migratorie possano essere indotte anche dalle necessità alimentari, oltre che da quelle riproduttive. In ogni caso, tende a risalire i fiumi tra dicembre e febbraio. Trattasi di specie potamodroma, ovverosia la migrazione avviene esclusivamente lungo il corso dei fiumi in acque dolci.

## Pesca
È stato sottoposto ad una pesca intensiva e non regolamentata, che ne ha messo in pericolo la sopravvivenza.

## Tassonomia
Il genere Aaptosyax è monotipico, essendo A. grypus l'unica specie appartenente ad esso.

## Conservazione
È stimato (C. Vidthayanon, pers. comm.), che la popolazione si sia ridotta del 90 % in 10 anni e le catture di individui adulti di taglia grande sono sempre più rare. La pesca intensiva e non regolamentata, la degradazione dell'habitat (inquinamento dei grandi fiumi) e la programmata costruzione di grandi dighe di sbarramento che limiteranno le sue possibilità riproduttive, sono fattori che hanno indotto i ricercatori ad inserire A. grypus tra le specie in pericolo critico di estinzione della Lista rossa IUCN.